# Iglesia del Evangelio (Jiangyou)
La iglesia del Evangelio es un templo de culto protestante ubicado en Jiangyou, una ciudad-condado bajo la administración de Mianyang, de la provincia sudoccidental china de Sichuan (antiguamente romanizada como Szechwan). Fundado en 1894, originalmente era un templo anglicano perteneciente a la diócesis de Szechwan Occidental. Desde 1954 está sometido al control de la Iglesia patriótica de las tres autonomías, sancionada por el estado.

## Historia

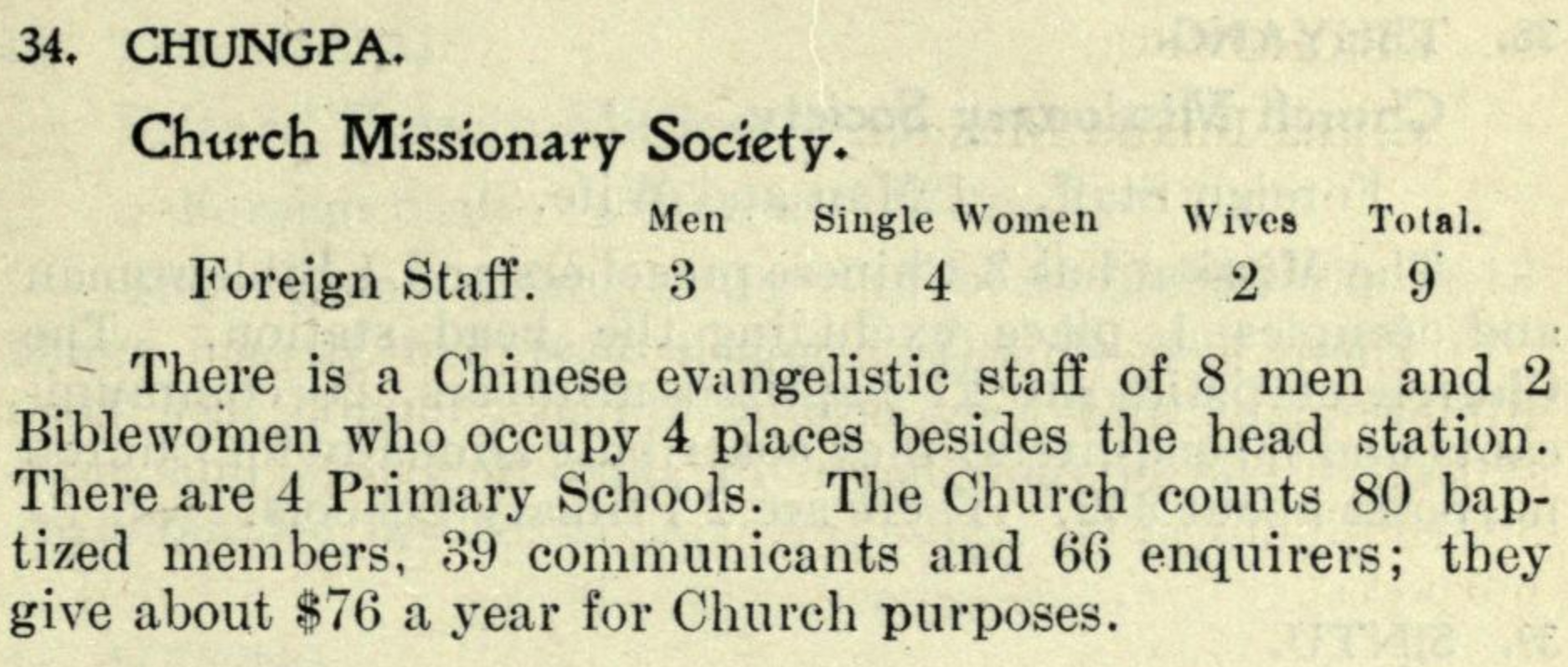
Encuesta del trabajo misionero de la Church Missionary Society en Chungpa, publicada en 1913.

En 1894, un grupo de misioneros de la Church Missionary Society (CMS) dirigido por el reverendo James Heywood Horsburgh introdujo el anglicanismo en un pequeño pueblo conocido como Zhongba (antiguamente, Chungpa), bajo la administración de Jiangyou. Establecieron iglesias y estaciones misioneras en el oeste de Sichuan. La iglesia de Chungpa fue el primer templo en Sichuan fundado por la CMS.
Después de la toma del poder por los comunistas en 1949, las iglesias protestantes en China se vieron obligadas a romper sus lazos con las respectivas iglesias en el extranjero, lo que ha llevado a la fusión de la iglesia del Evangelio en la Iglesia Patriótica de las Tres Autonomías establecida por el gobierno comunista.
Durante el terremoto de Sichuan de 2008, la iglesia sufrió daños irreparables. Se construyó un nuevo templo en el cruce de la calle de Fujiang y el callejón de Qingxin, completado en el estilo neogótico.